# Tenexapa
Tenexapa är en ort i Mexiko.   Den ligger i kommunen Xoxocotla och delstaten Veracruz, i den sydöstra delen av landet, 230 km öster om huvudstaden Mexico City. Tenexapa ligger 2 410 meter över havet och antalet invånare är 427.
Terrängen runt Tenexapa är kuperad, och sluttar österut. Runt Tenexapa är det ganska tätbefolkat, med 83 invånare per kvadratkilometer. Närmaste större samhälle är Xoxocotla, 2,2 km norr om Tenexapa. I omgivningarna runt Tenexapa växer i huvudsak blandskog.